# Simferopol Taurus
I Simferopol Taurus sono una squadra di football americano di Sinferopoli, in Crimea.

## Dettaglio stagioni

### Tornei nazionali

#### Campionato

##### Campionato russo/LAF
| Stagione | regular season | regular season | regular season | regular season | regular season | regular season | playoff | playoff | playoff | playoff | playoff | playoff               | playoff                     |
|          | Vin            | Par            | Per            | Tot            | PF             | PS             | Vin     | Per     | Tot     | PF      | PS      | risultato             | avversaria                  |
| -------- | -------------- | -------------- | -------------- | -------------- | -------------- | -------------- | ------- | ------- | ------- | ------- | ------- | --------------------- | --------------------------- |
| 2014     | 3              | 0              | 1              | 4              | 210            | 36             | 0       | 1       | 1       | 0       | 21      | Quarti di finale      | Nizhnij Novgorod Raiders 52 |
| 2015     | 0              | 0              | 2              | 2              | 19             | 46             | -       | -       | -       | -       | -       | -                     | -                           |
| 2016     | 1              | 0              | 3              | 4              | 34             | 73             | 0       | 1       | 1       | 3       | 31      | Semifinale girone Sud | Sevastopol Titans           |
| Totale   | 4              | 0              | 6              | 10             | 263            | 155            | 0       | 2       | 2       | 3       | 52      |                       |                             |

Fonti: Enciclopedia del Football - A cura di Roberto Mezzetti

### Tornei locali

#### Campionato del Sud
| Stagione | regular season | regular season | regular season | regular season | regular season | regular season | playoff | playoff | playoff | playoff | playoff | playoff   | playoff    |
|          | Vin            | Par            | Per            | Tot            | PF             | PS             | Vin     | Per     | Tot     | PF      | PS      | risultato | avversaria |
| -------- | -------------- | -------------- | -------------- | -------------- | -------------- | -------------- | ------- | ------- | ------- | ------- | ------- | --------- | ---------- |
| 2017     | 2              | 0              | 1              | 3              | 25             | 59             | -       | -       | -       | -       | -       | [ 1 ]     | -          |
| Totale   | 2              | 0              | 1              | 3              | 25             | 59             | -       | -       | -       | -       | -       |           |            |

Fonti: Enciclopedia del Football - A cura di Roberto Mezzetti

### Riepilogo fasi finali disputate
| Anno           | Luogo           | Evento           | Fase del torneo       | Incontro                                        | Risultato     |
| 17 agosto 2014 | Nižnij Novgorod | Campionato russo | Quarti di finale      | Nizhnij Novgorod Raiders 52 - Simferopol Taurus | 21 - 0 d.g.s. |
| 9 luglio 2016  | Sebastopoli     | LAF              | Semifinale girone Sud | Sevastopol Titans - Simferopol Taurus           | 31 - 3        |